# Hôpitaux privés de Metz
Pour les articles homonymes, voir HPM.
Uneos, groupe Hospitalier Associatif (anciennement Hôpitaux Privés de Metz - HPMetz ) sont un regroupement d’hôpitaux associatifs dans la ville de Metz en Moselle.
C'est une association de droit local crée le 31 mai 2006. Elle entre effectivement en fonctionnement le 1er janvier 2008.

## Histoire
3 hôpitaux d'origine congréganistes sont regroupés :
- Belle-Isle
- Saint-André qui a fermé ses portes en 2013 à l'ouverture de l'hôpital Robert-Schuman.
- Sainte-Blandine qui a fermé ses portes en début d'année 2021 à la fin des travaux d'extension de l'hôpital Robert-Schuman

L'hôpital Robert-Schuman qui a été construit en 2013
et trois résidences pour personnes âgées dépendantes :
- La résidence Sainte-Marie
- La résidence Sainte-Claire
- La résidence des frères de la Salle

Ils font tous partie du patrimoine sanitaire messin.

## Soins
Il comptabilise une capacité totale de 1 093 lits, places et postes dont :
- 571 lits et places en médecine et chirurgie spécialisées ;
- 28 lits de réanimation, surveillance continue ;
- 32 postes d’hémodialyse ;
- 111 lits et places de SSR spécialisé ;
- 42 lits et places de SSR polyvalent ;
- 70 places de soins à domicile : 40 HAD + 30 SSIAD ;
- 33 lits de psychiatrie non sectorisés ;
- 30 lits de soins de longue durée et 119 lits d’EHPAD.

Les hôpitaux privés de Metz sont certifiés qualité ISO 9001, une première pour un Service Qualité d'un établissement de santé, ils sont classés 28e dans le tableau d'honneur des meilleurs hôpitaux de France en 2017. Le directeur-général par intérim des Hôpitaux Privés de Metz est Olivier Benkert.